# سحایلیه
سحایلیه (به عربی: السحایلیة) یک شهرداری در الجزایر است که در ناحیه تغنیف واقع شده‌است. سحایلیه ۸٬۵۰۰ نفر جمعیت دارد.